# Karelitjy
Karelitjy (vitryska: Карэлічы) är en köping i Vitryssland.   Den ligger i voblasten Hrodna voblast, i den centrala delen av landet, 100 km väster om huvudstaden Horad Mіnsk. Karelitjy ligger 149 meter över havet och antalet invånare är 6 528.

## Natur
Terrängen runt Karelitjy är platt. Trakten är glest befolkad. Karelitjy är det största samhället i trakten.